# Ipar
Az ipar olyan rendszeresen végzett szakmai, speciális irányú tevékenység, amelynek a végén valamilyen piacképes termék áll, és amelyek köre a nagyon egyszerű, kézművességgel előállítható dologtól a nagyon bonyolult, nemzetközi kooperációban készülő rendszerekig terjed.
Az ipar a tőkés gazdaságokban magántulajdonban lévő intézmények keretében működik, amelyek fő célja a hasznosság, a hosszútávú profit szerzés, amely termékek előállítása és szolgáltatások nyújtása révén történik. Ezek ellenérték fejében történő értékesítése tranzakciók, csereügyletek révén jön létre, így mindegyiknek valamilyen emberi szükségletet kell kielégítenie.
Az ipar terményeinek értékesítése a kereskedelmi vállalkozás közbe iktatásával történik, akik kiegyenlítik az ipari termelő eszközök kapacitása és az egyes fogyasztók szükséglete közötti mennyiségi különbségeket.

## Története
A gépek megjelenéséig az emberek többsége kézművesként dolgozott, azaz ő lehetett az előállított termék egyetlen készítője, gazdája és mestere. A manufaktúrában dolgozó iparosok már többen állítanak elő egy terméket, felfedezik, hogy az alkatrészek csoportos gyártása bizonyos előnyökkel jár. A többcélú, többoldalú gépek használatával fokozódik a termelési folyamat felaprózása, és a termelő munka egyre inkább gépek kezeléséből, vagy szerelvények előállításából, alkatrészek szereléséből áll. A későbbiekben ez a folyamat a tömegtermelésbe ment át, ahol az automatizáció, számítástechnikai eszközök és a robottechnika széles körű alkalmazásával teljesen átalakította szakmák és képesítések iránti igényt, és egy ember életén belül is a folyamatos átképzés igényével lépett fel.

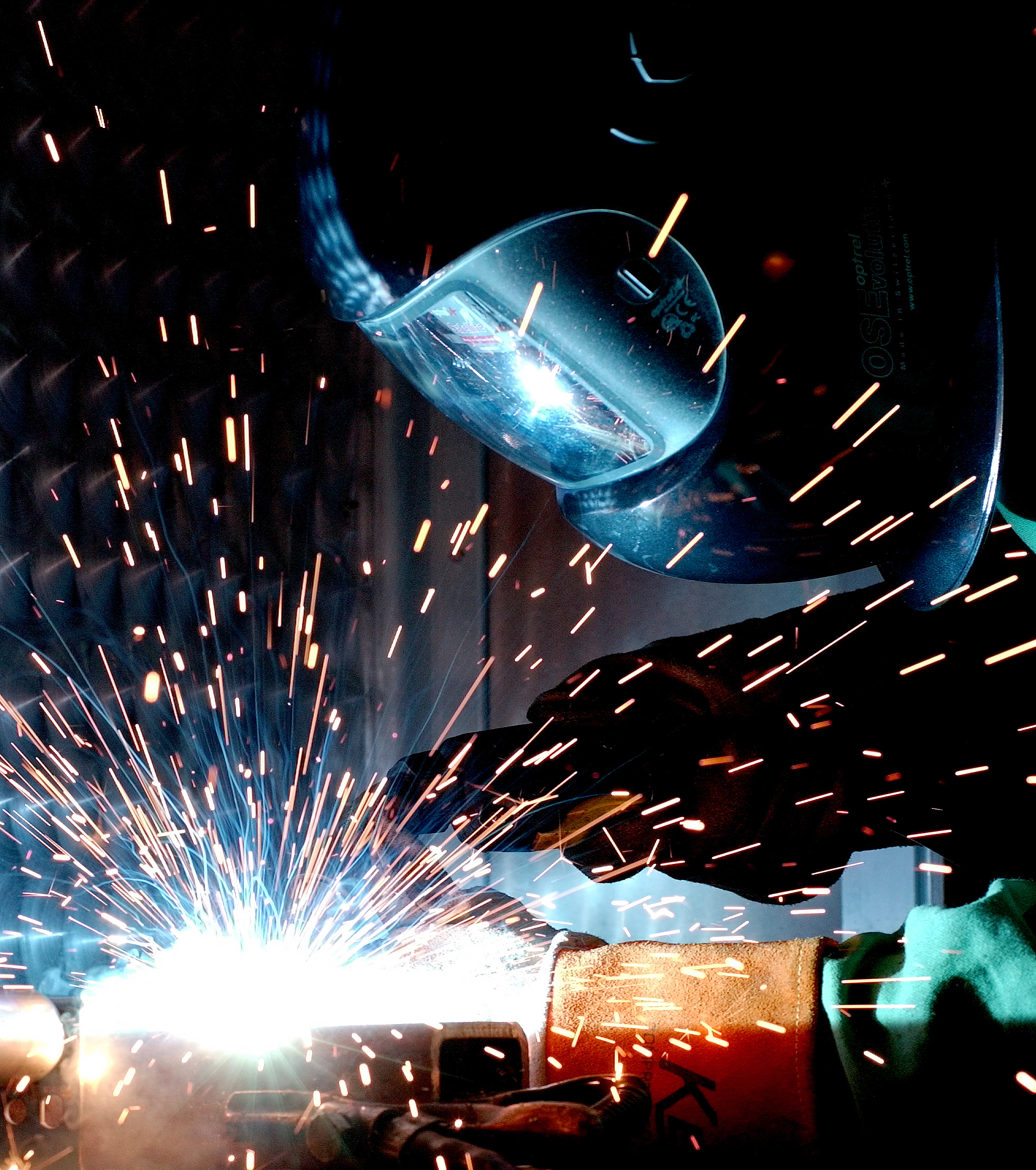
Hegesztés

## Az ipar szektorainak osztályozása
Az ipar leírás célú tagolása történhet tulajdonforma, ágazat vagy technológia szerint, illetve történhet az előállított termékek, illetve a kiszolgált piac jellege és mérete szerint. A legérdekesebb talán a foglalkozások és szakmák katasztere, amely szinte havonta változhat, mivel egyes szakmák kihalnak, mások megjelennek.

### Fogalmak
- Házi- vagy népipar: a helyi szükséglet kielégítésére szolgáló kiegészítő tevékenységek. Kialakulásának egyik magyarázata az, hogy az emberek már ősidőktől fogva kiegészítették a foglalkozásukat bizonyos, a ház körül szükséges cikkek előállításával (így a nők fontak, szőttek, a férfiak fúrtak-faragtak, hogy meglegyen a legszükségesebb házi szerszám, ruházat stb. is). Jelentősége abban is rejlik, hogy iparfejlődés 1800-as évekbeli kezdetének részben a „háziipari tanműhelyek” létesítése és így a „kézműipar” tekinthető.  Például:
- mezőgazdasági háziipar: a mezőgazdasággal foglalkozó munkaerő számára az lejártával foglalkozást és - főleg - mellékkeresetet biztosító tevékenységek. Magyarországon nagy hagyománya annak köszönhető, hogy a lakosság nagy részének már a múltban is ez a terület (mezőgazdaság) adott munkalehetőséget, ám idényjellege miatt a foglalkoztatottaknak a téli időszakban is szükségük volt valamiféle (hasznot hozó) elfoglaltságra.[1]
- Kézműipar
- Vándoripar
- Gyáripar
- Kisipar
- Nagyipar
- Nehézipar
- Könnyűipar
- Gazdasági rendszer
- Dinamikus iparág vagy húzóágazat
- Válságágazat
- Nemzetgazdasági ág
- Kitermelő- és alapanyagipar vagy nyers- és alapanyagipar:
- Feldolgozóipar: nyersanyagok feldolgozása.
- Energiaipar (Nukleáris, fosszilis és megújuló energiaforrásokból előállított energia)
- Szolgáltatóipar

## Az ipari termelés környezeti és szociális szempontjai
Az ipari termelés erősen támaszkodik a természetre, mind nyersanyagok, mind energiaforrások tekintetében, illetve a gyárak működése közbeni különféle típusú szennyezések, illetve a gyártott termékek használata közbeni és utáni hulladék jellegű terhelés. Mindezen hatásokat felerősíti az a közgazdaságtani keret, amely a gazdaság folyamatos növekedését írja elő, így a gyártás hiába válik egyre ökohatékonyabbá, az összterhelés egyre nő.
Eközben az emberi munkára egyre kevésbé van szükség, illetve az élő munka drága volta miatt a gyártást olyan helyekre telepítik ahol a helyi adottságok miatt olcsóbb béreket lehet fizetni, ez azonban néha igen sanyarú munkafeltételekben nyilvánul meg.  
Környezetbarát szemléletű mérnökök által kialakított Bölcsőtől bölcsőig szemlélet igyekszik úgy összefonni a különféle gyártási folyamatokat, hogy azok afféle szimbiózist alkotva a lehető legkisebb szennyezéssel járjanak. 
Az ipar reagál a környezeti kihívásra, és ennek nyomán új szabványok is létrejönnek, ilyen pl. az OEKO-TEX.
Az ipari szereplők környezetbarátabbá tételével civil részről Magyarországon főként a Környezettudatos Vállalatirányításért Egyesület (KÖVET), a Magyar Természetvédők Szövetsége (MTVSZ) foglalkozik, valamint az Energia Klub.